# 限時翻供
《限時翻供》（英語：Snitch），2013年美國犯罪劇情片，由雷克·羅曼·沃執導和本片領銜演員道恩·强森主演，美國/加拿大和港澳分別在2013年2月22日和5月9日上映。其他主演包括巴里·佩珀、苏珊·莎兰登、本杰明·布拉特、祖安·貝恩特赫爾、迈克·肯尼斯·威廉姆斯、納迪娜·維娜茲喬茲、雷菲·格維安、美莉娜·卡納卡勒德思等。

## 故事
約翰·馬太氏為建築公司，接到前妻蘇菲亞·歌林氏來電，說兒子積遜被控藏毒和分銷，如果全數認了，面臨判10年刑期。於是，向法官喬安·基咸進行和其他警員合作，進行艱巨任務，以示兒子減刑和清白。

## 製作
本片在2004年，首先起用Guy East和Nigel Sinclair，但由於題材敏感和事實有很大出入，於是被雷克·羅曼·沃開除，並重寫劇情。2011年春天，道恩·强森進行執導和拍攝。2011年冬天至2012年春天，拍攝基地為路易斯安那州波西尔城。

## 發行
由獅門和頂峰娛樂電影發行。

## 外部連結
- 官方网站
- 互联网电影数据库（IMDb）上《Snitch》的资料（英文）
- Snitch on Soundtrack Stream （页面存档备份，存于）